# Friedrich Johann Gottlieb Lieder

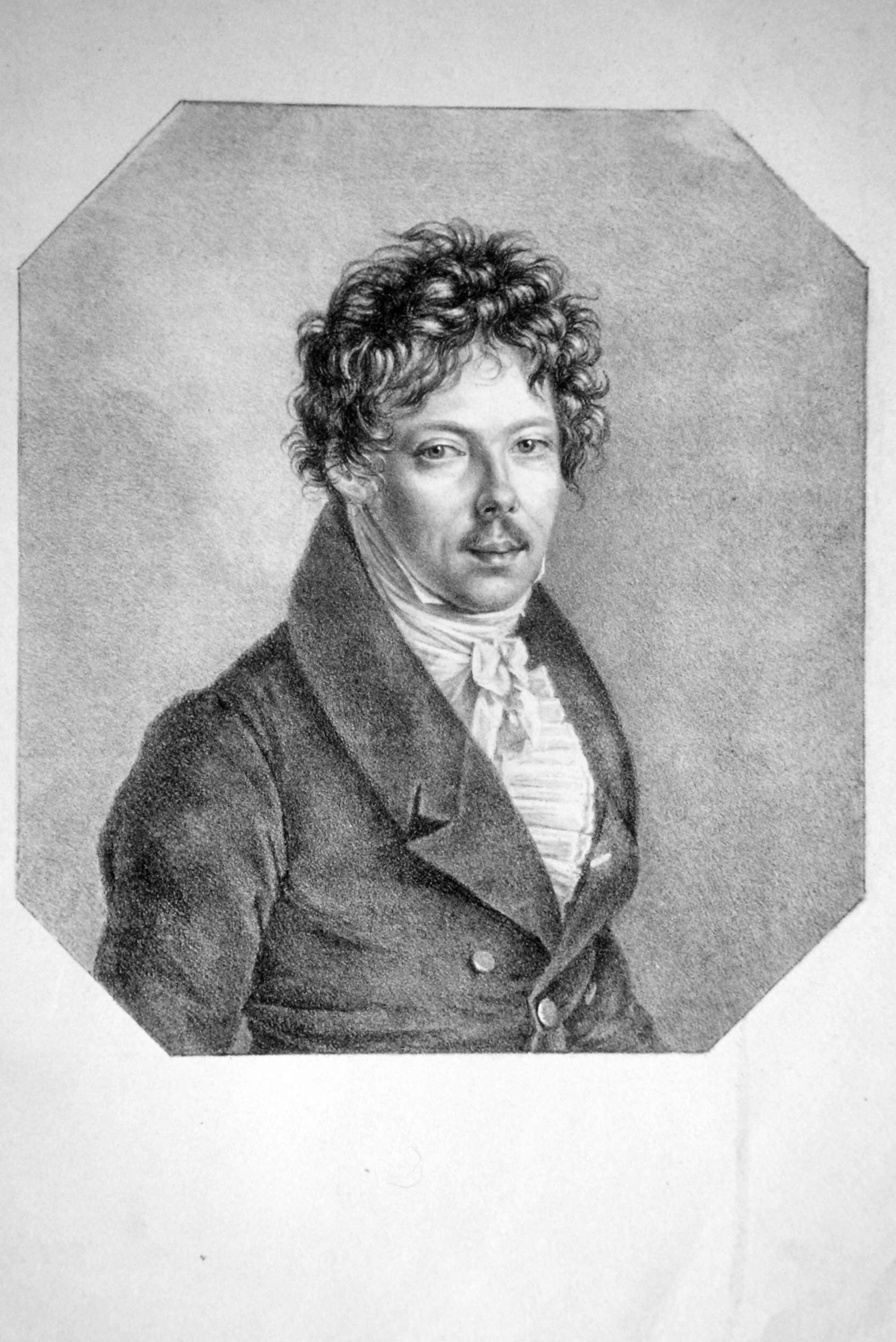
Friedrich Johann Gottlieb Lieder, Selbstporträt, Lithografie s. a.

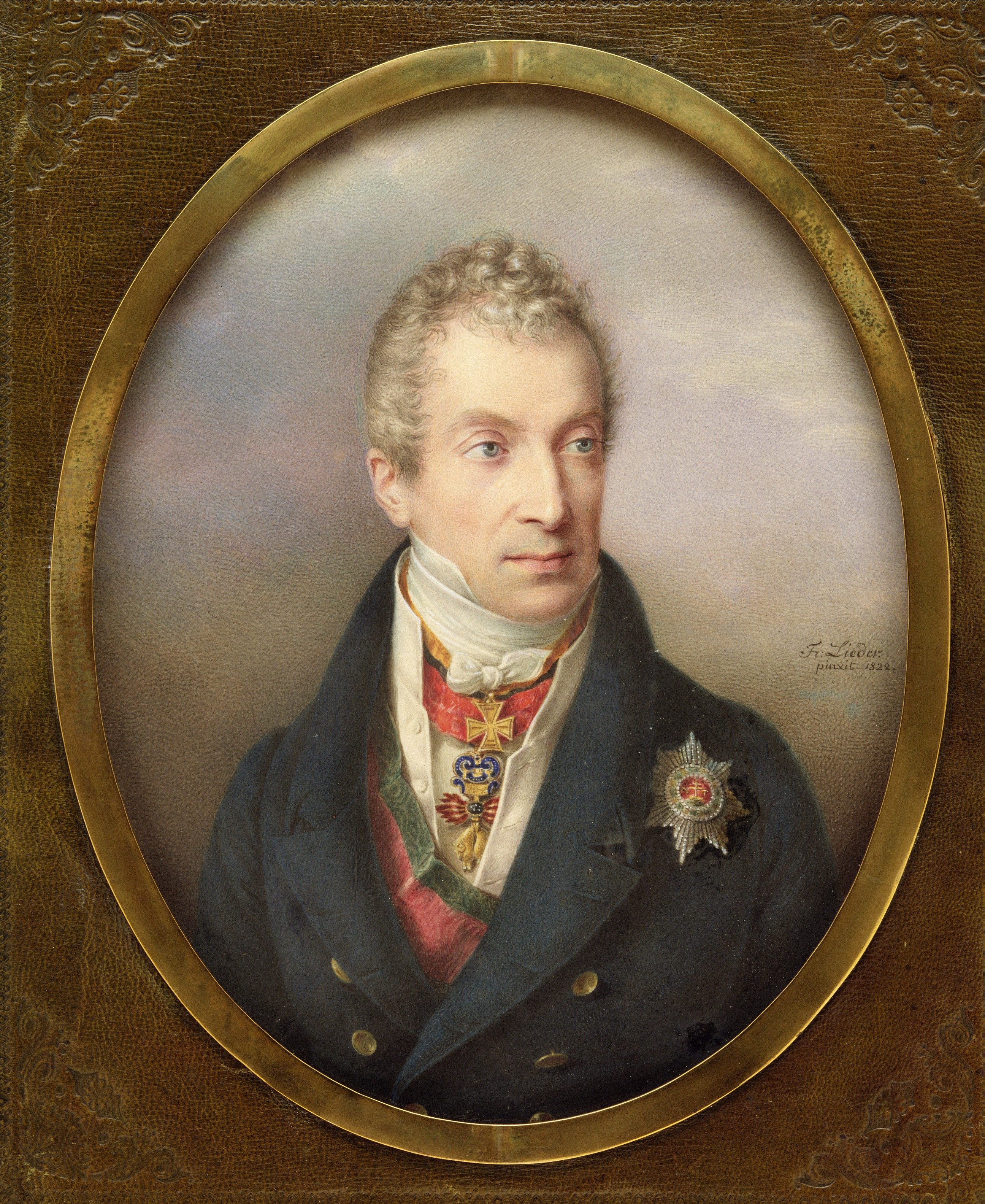
Friedrich Johann Gottlieb Lieder, Porträt des Fürsten Klemens Wenzel Lothar von Metternich, Miniatur (1822), New York, Metropolitan Museum of Art

Friedrich Johann Gottlieb Lieder (* 3. Juli 1780 in Potsdam; † 13. Mai 1859 in Pest) war ein deutscher Porträtmaler und Lithograf.

## Leben
Lieder begann seine Laufbahn mit 17 Jahren, als er 1797 mit zwei Zeichnungen an der Berliner Akademie-Ausstellung teilnahm. 1804 ging er zum Studium nach Paris an die École des Beaux-Arts und wurde Schüler von Jacques-Louis David. Lieder heiratete auch in Frankreich eine Tochter des Chevalier d’Ellevaux de Limon. In den folgenden Jahren erhielt der Künstler Aufträge des ungarischen Adels und hielt sich dadurch in Budapest, Preßburg oder Tyrnau auf.
Ab 1812 war er auch in Wien tätig, wo er besonders während des Wiener Kongresses großen Erfolg als Porträtist zu verzeichnen hatte. Der kunstsinnige Metternich fand ebenfalls Gefallen an Lieder und förderte ihn, indem er ihm nicht nur einen Aufenthalt in Verona ermöglichte, sondern auch das Erlernen der Kunst der Lithografie in Paris. Da Lieder besonders Uniformen sehr präzise wiederzugeben verstand, erweckte er anlässlich eines Aufenthaltes in Berlin auch das Interesse von Friedrich Wilhelm III., der ihn zum Hofmaler ernannte. Nach dem Berlin-Aufenthalt 1816–1819 hielt sich Lieder fortan abwechselnd in Wien und Budapest auf. 1824 wurde er Mitglied der Wiener Akademie.
Lieder betätigte sich auch als Miniaturmaler, wie zwei auf Karton gemalte Porträts belegen.
Im Jahr 1933 wurde in Wien-Penzing (14. Bezirk) der Friedrich-Lieder-Weg nach ihm benannt.

## Leistung
Lieders Stärke war das Porträt, dem er sich mit akademischer Genauigkeit vor allem widmete. Er schuf sowohl Miniaturen als auch Aquarelle und Ölbilder, in denen er die dargestellten Persönlichkeiten (hauptsächlich des hohen Adels) treffend charakterisierte. Neben der Darstellung von Uniformen war er auch für modische Effekte in seinen Bildern bekannt. Von guter Qualität sind auch die seltenen Originallithografien.

## Werke

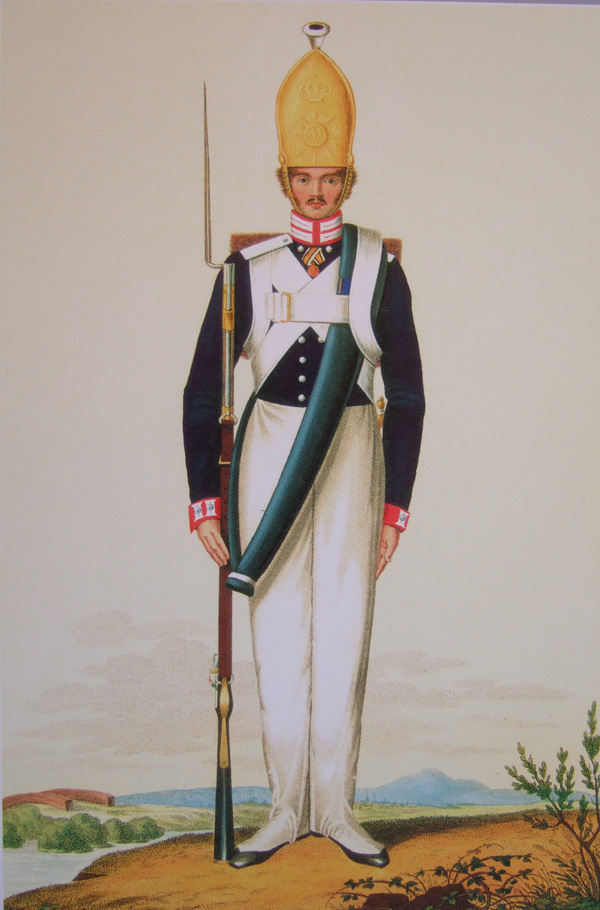
Garde-Infanterist des EGRzF 1825

- Selbstporträt (Wien, Österreichische Galerie Belvedere), Öl auf Karton
- Herr am Klavier (Wien, Österreichische Galerie Belvedere), 1844, Öl auf Karton
- Garde-Infanterist (des 1. Garde-Regiment zu Fuß), Stich 1825, veröffentlicht in: Abbildungen der Königl. Preußischen Armee, Berlin, 1825